# 喙尾琵琶甲
喙尾琵琶甲（学名：Blaps rynchopetera）是鞘翅目拟步甲科的一种夜行性昆虫，又称为臭屁虫。其特点是前翅角质化，不会飞行。当受到惊扰或刺激时，喙尾琵琶甲会从尾部的腺体分泌防御液保护自己。
该虫在中国云南省民间被用作治疗发烧、咳嗽、胃炎、肿瘤等多种疑难杂症的“土方子”。研究表明其提取物具有抗炎、镇痛、抗肿瘤等药理作用。